# ChTZ S-65

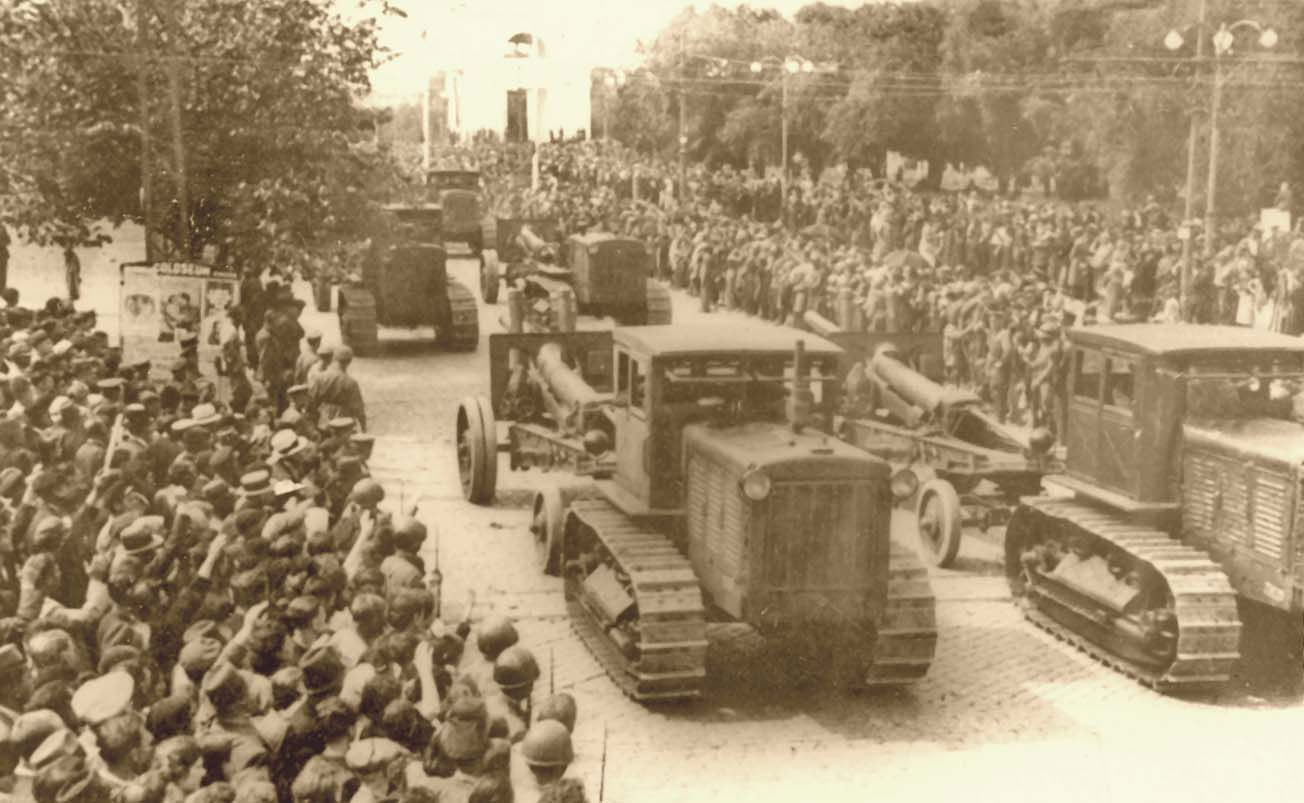
附有駕駛室的S-65

史達林涅茲（Stalinez）重型拖拉機－ChTZ S-65，是二戰中蘇聯廣泛採用的軍民兩用拖拉機。S-65是S-60的後繼者，與前者最大的不同之處在於改用柴油引擎，使之耗油減少，更能承受劣質燃料。生產由1937年開始,至1941年結束，總產量37,626台。
S-65在紅軍當中擔任重型拖拉機的角色，負責拖曳152mm榴彈炮等重炮。與蘇軍許多的拖拉機一樣，為適應俄羅斯惡劣的氣候而經常被加裝各式封閉式駕駛室。由於速度太慢，S-65並非十分稱職的軍用拖拉機，所以蘇聯在1930年代末推出以坦克底盤為基礎的專業軍用牽引車——共產國際牽引車和佛羅希夫牽引車，但數量上遠遠不及S-60或S-65。

## 性能諸元
- 組員：1人
- 重量：11.2 公噸
- 長度：4.086 公尺
- 宽度：2.416 公尺
- 高度：2.151 公尺
- 引擎：55.87 kW(75 hp)柴油引擎
- 最大速度：7 公里/每小時
- 最大行程：90 公里

## 外部連結
- of the Red Army in WW2 - Heavy Tractor Stalinez - ChTZ S-65[永久]
- of the Red Army in WW2 - Heavy Tractor Stalinez - ChTZ S-65 with Cab[永久]